# Václav z Dráchova
Václav z Dráchova (asi mezi lety 1395 a 1399 – 1469) byl český utrakvistický kněz, kazatel v Betlémské kapli a autor husitských postil.

## Život
Zmínky o Václavově životě jsou poněkud fragmentární. Narodil se někdy mezi lety 1395–1399. Toto rozmezí je odvozeno od Václavova získání bakalářského gradu, jejž získal v roce 1415 společně s dalším husitským teologem Janem Rokycanou. Jeho cestu k získání magisterského gradu mu zkomplikoval kostnický koncil, který pražské univerzitě odňal právo udělovat univerzitní grady.
Stejně jako Jan Rokycana, byl i Václav vysvěcen na kněze a stal se kazatelem. Vysvěceni byli pravděpodobně pražským arcibiskupem Konrádem z Vechty. Písemné prameny uvádějí, že se osobně znal s dalším husitským kazatelem, Jakoubkem ze Stříbra, protože je mezi dalšími citován jako přítomný u jeho smrtelného lože v srpnu roku 1429. Na základě Jakoubkova osobního přání se měl údajně Václav z Dráchova stát hlavním kazatelem v Betlémské kapli, přičemž ještě v roce 1435 Václav zastával úřad druhého kazatele. Jeho nástup do vedení Betlémské kaple byl zmíněn v dnes již nedochovaném písemném záznamu. V roce 1429 byl členem poroty sporu mezi Petrem Paynem a Janem z Příbrami v rámci rozkolu o eucharistii. Václav byl jmenován stranou Petra Payna. Roku 1430 po uklidnění situace na pražské fakultě získal hodnost Mistra. Společně s Janem ze Soběslavi byl také přijat do rady fakulty, avšak rektorského či děkanského postu nikdy nedosáhl. Od 30. let 15. století je Václav z Dráchova uváděn rovněž jako oficiál pražského arcibiskupství.
Vedle své univerzitní činnosti se podílel na vyjednávání s tábority a koncilem. V roce 1435 byl v rámci husitského poselstva přítomen jednání s legáty v Brně. Rok poté spolu s dalšími přísahali na přijímání podobojí Janu Rokycanovi. Když se Jan Rokycana později dostal do sporu s knězem Bedřichem z táborské obce, byla sestavena čtyřčlenná komise, jejímž členem byl i Václav z Dráchova. V rámci svého přesvědčení byl Václav spíše konzervativec. Mezi lety 1440–1448 byl donucen odejít z Prahy do Loun. Po svém návratu z lounského exilu zpět do Prahy mu Jan Rokycana svěřil vedení duchovenstva. Václavovo postavení v Praze postupem času upadalo až nepřátelští konšelé ho z Prahy spolu s jeho kaplanem vypudili. I v exilu měl vliv na události tohoto období, na sněmu v Kutné Hoře roku 1443, kde se jednalo o sjednocení s tábority, byl zvolen společně s Mistrem Englišem předsedou duchovenstva. Táborskými byl obviněn z upuštění od Jakoubkovy nauky o večeři Páně.
O konci jeho života se nedochovalo mnoho informací. Roku 1448 se vrátil do Prahy, kde setrval až do své smrti v květnu roku 1469. Poslední veřejné vystoupení Václava z Dráchova je spojováno s kutnohorskou synodou v roce 1443, poté se patrně stáhnul do ústraní a věnoval se především kazatelské činnosti.

### Vztah k Janu Rokycanovi
Životní cesta Václava z Dráchova je v mnohém podobna osudům Jana Rokycany. V rámci svých studií získali bakalářské a později magisterské grady ve stejném období a patrně byli stejného věku. Jejich přibližný stejný věk ukazuje i jejich úloha v rámci vykonávaní nejvyšších církevně-správních úřadů pražského arcibiskupství, k nimiž byli pověřeni arcibiskupem Konrádem. Jednotní byli i v rámci jednání s basilejským koncilem, v rámci něhož byl později Václav z Dráchova jediným Rokycanovým přívržencem. Rokycana z Prahy utekl roku 1437 do Hradce Králové, o tři roky později byl do exilu vypuzen i Václav. Jejich společný návrat proběhl v roce 1448, kdy Jiří z Poděbrad dobyl Prahu. Václav zemřel roku 1469 a Jan Rokycana nedlouho poté, roku 1471.

## Dílo
Z Václavova díla se dodnes dochovalo jen několik postil, výklad Desatera, který je založen na starší verzi zpracované Jakoubkem ze Stříbra, dále pak výklad části Žaltáře a drobný spisek o zpovědi. Mezi rukopisy pražské Národní knihovny byly nalezeny dvě postily z rukou Václava z Dráchova. Jedná se o úplný cyklus kázání na nedělní epištoly a druhý letní díl nedělní postily na evangelia. Rukopisy pražské metropolitní kapituly zase obsahují Václavovu postilu sváteční. Datace jednotlivých postil je obtížná. Dochované rukopisy nejsou často úplné, což značně ztěžuje studium postil a případné hledání jednotlivých autorů.